# Сибирь-2
«Сибирь-2» — молодёжная команда футбольного клуба «Сибирь» (Новосибирск). До июня 2015 года клуб являлся отдельным юридическим лицом, а затем вошёл в структуру ФК «Сибирь» (Новосибирск).

## История
Отправной точкой создания клуба можно считать 2004 год, когда к руководству дубля ФК «Чкаловца-1936» был приглашён Андрей Николаевич Арефин. Он сформировал костяк команды, которая в 2006 году успешно выступила в зоне «Сибирь» первенства России среди ЛФК, а в 2007 году заняла в этом турнире 2-е место. В 2008 году получил профессиональный статус и заявился в зону «Восток» второго дивизиона ПФЛ и заняла по итогам сезона 4-е место. В 2009 году деятельность клуба была временно приостановлена, а игроки отданы в аренду в другие клубы, либо выступали в составе ФК «Сибирь». В 2011 году возобновил выступление в зоне «Восток» второго дивизиона ПФЛ.
После создания клуба «Сибирь-2» и выхода его на уровень ПФЛ в первенстве ЛФК продолжила участвовать любительская команда ФК «Сибирь» (названия: «Сибирь-ЛФК», «Сибирь-М», «Сибирь-2-М»).
8 апреля 2017 года РФС исключил ФК «Сибирь-2» из своих рядов.
На сезон-2018/19 клуб заявился в первенство ПФЛ, провёл его в группе «Восток», заняв последнее 6-е место.
По окончании сезона-2018/19 ФК «Сибирь» был расформирован, тем не менее в любительском первенстве России (III дивизион) продолжала участвовать команда «Сибирь-М», которая 29 июня 2019 года была заменена на «Новосибирск-М».

## Результаты выступлений

### Второй дивизион / Первенство ПФЛ (зона «Восток»)
| Сезон     | И  | В  | Н | П  | Мячи  | Место    | Очки | Тренер                           |
| --------- | -- | -- | - | -- | ----- | -------- | ---- | -------------------------------- |
| 2008      | 27 | 11 | 7 | 9  | 36-40 | 4 из 10  | 40   | Андрей Арефин                    |
| 2011/2012 | 36 | 5  | 9 | 22 | 31-80 | 13 из 13 | 24   | Андрей Зыгмантович               |
| 2012/2013 | 30 | 5  | 6 | 19 | 33-49 | 11 из 11 | 21   | Андрей Арефин                    |
| 2013/2014 | 24 | 4  | 2 | 18 | 15-45 | 8 из 9   | 14   | Андрей Арефин, Сергей Вылежанин  |
| 2014/2015 | 24 | 5  | 5 | 14 | 27-40 | 8 из 9   | 20   | Сергей Вылежанин                 |
| 2015/2016 | 24 | 7  | 5 | 12 | 29-42 | 7 из 9   | 26   | Сергей Вылежанин                 |
| 2018/2019 | 20 | 3  | 2 | 15 | 16-47 | 6 из 6   | 11   | Сергей Вылежанин Дмитрий Мамонов |

### Кубок России
| Сезон   | Стадия | Вылет от команды/Проигравшая команда | Счёт          |
| ------- | ------ | ------------------------------------ | ------------- |
| 2008/09 | 1/256  | Кузбасс (Кемерово)                   | 1:0           |
| 2008/09 | 1/128  | Иртыш (Омск)                         | 0:3           |
| 2008/09 | 1/64   | Металлург (Красноярск)               | 1:1(1:2 д.в.) |
| 2011/12 | 1/256  | Сибиряк (Братск)                     | 2:1 (д.в.)    |
| 2011/12 | 1/128  | Иртыш (Омск)                         | 1:0 (д.в.)    |
| 2012/13 | 1/256  | Динамо (Барнаул)                     | 4-0           |
| 2013/14 | 1/256  | Распадская (Междуреченск)            | 0-3           |
| 2014/15 | 1/256  | Байкал (Иркутск)                     | 4-2           |